# Alexandru Sever (prozator)
Alexandru Sever (n. Solomon Silberman, 22 ianuarie 1921, Moinești, județul Bacău – d. 13 mai 2010, Beer Șeva, Israel) a fost un prozator și dramaturg român de origine evreiască. În anul 1990 a emigrat în Israel, unde a continuat să scrie în limba română.

## Biografie
A absolvit Facultatea de Filozofie și Litere a Universității din București în anul 1948.
Emigrează în Israel în anul 1990 unde se dedică scrisului.
În România publică numeroase studii, recenzii și eseuri la diferite reviste literare. Publică numeroase piese de teatru în reviste de literatură, eseuri, semnează prefețele unor volume, publică multe recenzii și reportaje în publicații românești. Piesele sale de teatru s-au jucat pe scenele teatrelor din Constanța, București, Petroșani, Satu Mare, Cluj, Reșița. În toată opera a folosit pseudonimul Alexandru Sever.

## Opera
- Boierii și țăranii (București, Ed. de Stat pentru Literatură, 1955) este o tragedie inspirată din răscoala anului 1907;
- Cezar Dragoman (București, E.S.P.L.A., 1957);
- Regele, spionul și actorul (București, E.S.P.L.A., 1957);
- Uciderea pruncilor (București, Ed. pentru Literatură, 1966);
- Cercul (București, Ed. pentru Literatură, 1968);
- Noaptea Speranțelor (București, Ed. Eminescu, 1973, volum de dramă, cu piesele: "Divorțul" și "Întoarcerea");
- Impostorul (București, Ed. Cartea Românească, 1977);
- Descăpățînarea, un volum de teatru, cuprinzând piesele: "Menajera" și piesa "Descăpățînarea", ce pune în scenă tragedia lui Miron Costin. Piesa din urmă apare și în traducerile franceză, germană și rusă în revista "Romanian Review", ca și în limba engleză cu titlul "The Fallen Oak Tree";
- "Eseuri critice" (București, Ed. Cartea Românească, 1982);
- Îngerul bătrîn (București, Ed. Cartea Românească,1982, o culegere de piese de teatru, cuprinzînd piesele: "Noaptea e parohia mea", cu inspirație din istoria Germaniei naziste; "Îngerul bătrîn" și piesa "Un os pentru un cîine mort", drama unei singurătăți de nesuportat;
- Minunile lui Frochi Hirsch, piesă nepublicată;
- Don Juan Apocalipticul (București, Ed. Eminescu, 1984), o culegere de teatru comentat cu piesele: "Îngerul slut", poem dramatic; "Leordenii", trilogie dramatică; "Don Juan apocalipticul;
- Memoria durerii (București, Ed. Cartea Românească, 1985);
- Iraclide, un volum de eseuri despre teatru și dramaturgie (București, Ed. Eminescu, 1988);
- Cartea morților(Tel Aviv, Ed. Papyrus, 1995);
- Inventarul obsesiilor circulare (Cluj, Ed.Apostrof, 1999);
- Insomniacii (București, Ed. Hasefer, 2000).

## Premii
- Premiul Uniunii Scriitorilor din România (1977)
- Premiul pentru dramaturgie al Asociației Scriitorilor din București (1983)
- Premiul pentru dramaturgie al Uniunii Scriitorilor din România (1986)
- Premiul Agenției Evreiești (1991)
- Premiul Asociației Scriitorilor Israelieni de Limbă Română (1993)
- Premiul Fundației "Sara și Haim Janculovici" (1995)
- Premiul "N. Palty" (1996), Premiul "Sebastian Costin" (1999)
- Premiul Internațional "Felix Aderca" acordat de Uniunea Scriitorilor din România la Tel Aviv (2003).

## Afilieri
- Membru al Uniunii Scriitorilor din România din anul 1955 și al Asociației Scriitorilor Israelieni de Limbă Română.